# Estação Ferroviária de Pedras Salgadas

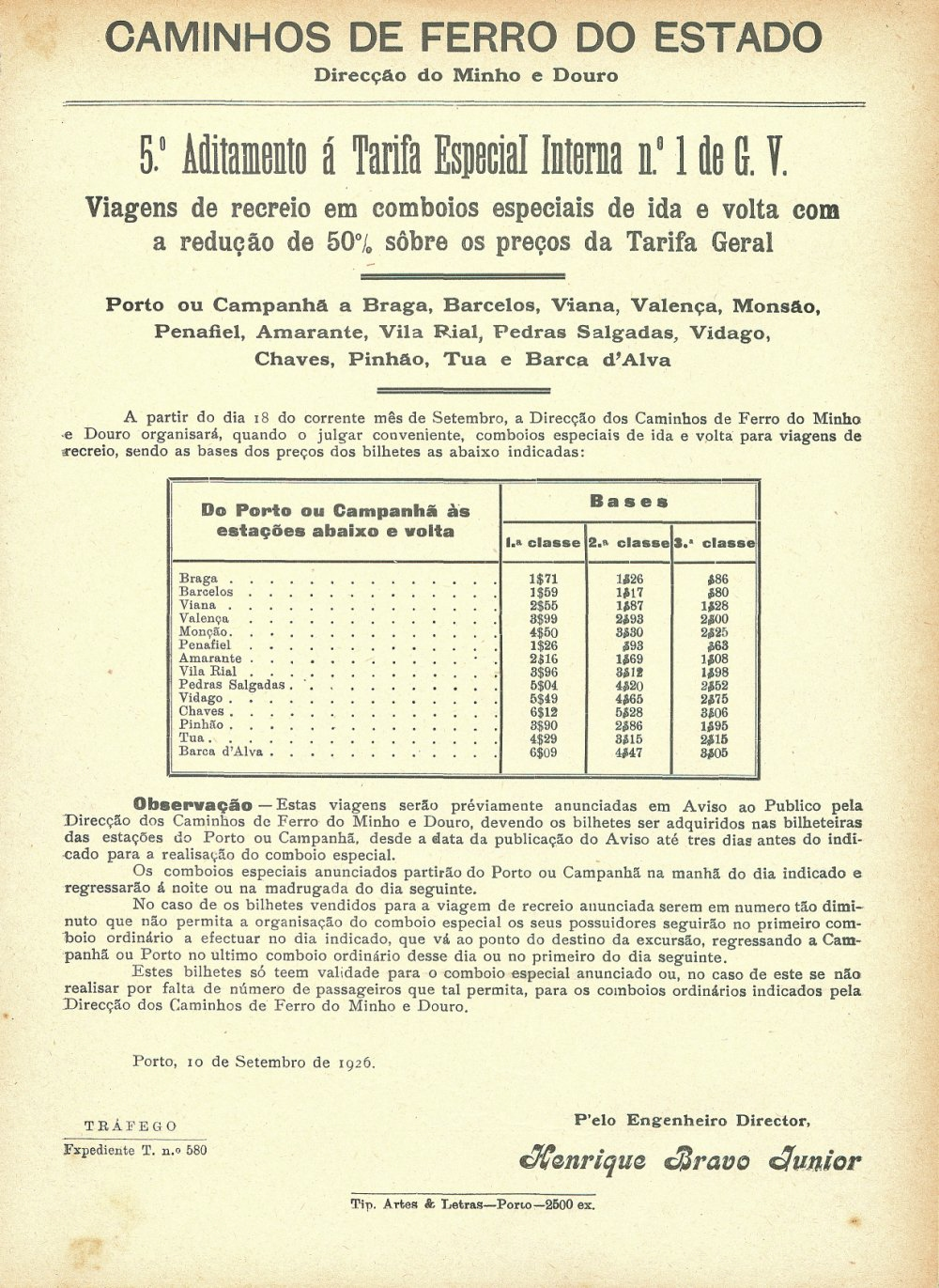
Aviso de 1926 para viagens especiais de recreio até várias estações, incluindo Pedras Salgadas.

A Estação Ferroviária de Pedras Salgadas é uma interface encerrada da Linha do Corgo, que servia a localidade e a Estância Termal de Pedras Salgadas, no Distrito de Vila Real, em Portugal.

## História

### Planeamento e inauguração
Nos princípios do Século XX, já se reconhecia a importância de uma linha que unisse a Estação de Régua, na Linha do Douro, à fronteira com Espanha, que devia passar por Pedras Salgadas, devido à sua importante estância termal. Com efeito, quando o projecto para a Linha do Corgo foi apresentado, nos finais do Século, já se previa que este caminho de ferro iria servir as termas de Pedras Salgadas.

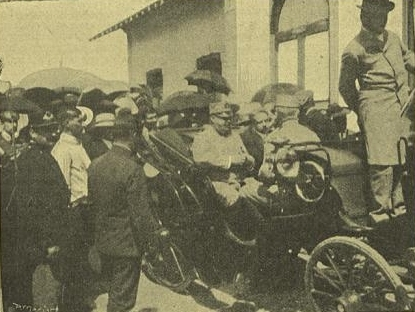
Inauguração da estação de Pedras Salgadas, em 15 de Julho de 1907.

Uma portaria de 13 de Setembro de 1905 aprovou o projecto para o troço entre o Ribeiro de Varges e a Estação de Pedras Salgadas. Esta previsto que a estação teria a classificação de segunda classe, e deveria ser construída entre a Estrada Real, e a estrada municipal que dava acesso às termas.
O troço entre Vila Real e Pedras Salgadas da Linha do Corgo foi inaugurado em 15 de Julho de 1907, enquanto que o lanço seguinte, até Vidago, abriu em 20 de Março de 1910.

### Ligação prevista às Linhas do Tua e Tâmega
Em 1927, foi formada uma comissão técnica para fazer a revisão do plano da rede ferroviária do Norte do Rio Douro, cujo relatório sugeriu a construção da Transversal de Trás-os-Montes, ligando Caniços, na Linha de Guimarães, ao Mogadouro, na Linha do Sabor, passando por Póvoa de Lanhoso, Cabeceiras de Basto, Arco de Baúlhe, Pedras Salgadas, Valpaços e Mirandela, unindo desta forma todas as linhas de via métrica naquela região. A ligação entre as Linhas do Corgo e Tua foi introduzida no plano da rede ferroviária, publicado pelo Decreto n.º 18190, de 28 de Março de 1930, com a denominação de Transversal de Valpaços. este caminho de ferro deveria começar em Vila Pouca de Aguiar ou Pedras Salgadas, dependendo de futuros estudos, e terminar em Mirandela, passando por Carrazedo de Montenegro e Valpaços. Ficou igualmente estabelecido que a Linha do Tâmega deveria terminar na Linha do Corgo, sendo a Estação de Pedras Salgadas um dos pontos apontados como possíveis para o entroncamento das linhas. Caso tivesse sido construído, o troço entre Arco de Baúlhe e Pedras Salgadas apresentaria um comprimento de cerca de 40 km.

### Encerramento
A circulação no lanço da Linha do Corgo entre Chaves e Vila Real foi encerrada em 2 de Janeiro de 1990, como parte de um programa de reestruturação da empresa Caminhos de Ferro Portugueses.

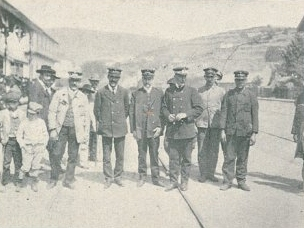
Pessoal da estação de Pedras Salgadas, na altura da sua inauguração.

### Futuro
Em Janeiro de 2021, foi consignada a obra de reabilitação do edifício da antiga estação e zona envolvente, que tem um investimento de 691 797.51 € (81% do FEDER e 19% da autaquia). O edifício será reabilitado para receber a Loja Interativa de Turismo e serviços comerciais e a área envolvente ficará apta para a venda de produtos locais e parque de estacionamento. A expansão do centro urbano de Pedras Salgadas irá potenciar a dinamização do setor termal, permitir receber viajantes da Estrada Nacional 2.